# Erik Holmberg (football)
Pour les articles homonymes, voir Holmberg et Erik Holmberg.
Ne doit pas être confondu avec Carl-Erik Holmberg.
Erik Holmberg, né le 23 mai 1922 à Fredrikstad et mort dans cette même ville le 18 septembre 1998, est un footballeur puis entraîneur norvégien. Il évolue au poste de défenseur dans les années 1940-1950 à Fredrikstad FK. Il remporte avec ce club le championnat de Norvège à quatre reprises ainsi qu'une Coupe de Norvège.
Il compte 27 sélections en équipe de Norvège.
Il devient ensuite entraîneur et dirige notamment Fredrikstad FK et Østsiden IL.

## Biographie
Il participe aux Jeux olympiques de 1952 avec l'équipe de Norvège et dispute un match de qualification pour la Coupe du monde 1954.

## Palmarès
- Champion de Norvège en 1949, 1951, 1952 et 1954 avec le Fredrikstad FK[3].
- Vainqueur de la Coupe de Norvège en 1950 avec le Fredrikstad FK.
- Finaliste de la Coupe de Norvège en 1945, 1946, 1948 et 1954 avec le Fredrikstad FK.